# Kodarma
Kodarma oder Koderma (Hindi कोडरमा) ist eine Stadt im Norden des indischen Bundesstaats Jharkhand nahe der Grenze zum Bundesstaat Bihar. Die Stadt ist Hauptort des gleichnamigen Distrikts Kodarma. Kodarma wird als ein Nagar Panchayat verwaltet; die Stadt ist in 11 Wards gegliedert.

## Lage und Klima
Die Stadt Kodarma ist ca. 165 km (Fahrtstrecke) in nördlicher Richtung von der Millionenstadt Ranchi entfernt und liegt in ca. 395 m Höhe. Das Klima ist trotz hoher jährlicher Niederschläge (ca. 1015 mm/Jahr), die allerdings nahezu ausschließlich während der sommerlichen Monsunzeit fallen, überwiegend heiß und trocken.

## Bevölkerung
| Jahr      | 1991   | 2001   | 2011   |
| Einwohner | 12.664 | 17.246 | 24.633 |

Kodarma hat ein Geschlechterverhältnis von 903 Frauen pro 1000 Männer und damit einen für Indien üblichen Männerüberschuss von gut 10 %. Die Alphabetisierungsrate lag bei 80,1 % im Jahr 2011. Knapp 75 % der Bevölkerung sind Hindus, ca. 24 % sind Muslime und ca. 1 % gehören einer anderen oder keiner Religion an; 15,6 % der Bevölkerung sind Kinder unter 6 Jahren.

## Wirtschaft
Die Wirtschaft wird von Forst- und Landwirtschaft sowie dem Abbau von Rohstoffen (z. B. Glimmer) dominiert.